# Frans Welschen

Voorbeeld van systeembouw.

Franciscus Hendricus (Frans) Welschen (Rotterdam, 28 november 1884 – Rotterdam, 30 augustus 1961) was een Nederlandse architect die naam maakte bij de wederopbouw en vroege stadsuitbreiding kort na de Tweede Wereldoorlog. Hij was in Nederland een pionier op het gebied van de systeembouw, een typische exponent van de wederopbouwarchitectuur (1945-1965), en daarmee een voorloper van de moderne geïndustrialiseerde woningbouw.
Het bouwsysteem-Welschen was een van de eerste systemen die op grote schaal werden toegepast. In de periode 1947-1955 zijn
circa 5600 woningen volgens dit systeem gebouwd, verspreid over heel Nederland.

## Begintijd
Welschen was min of meer autodidact. Hij heeft in het begin van zijn loopbaan samengewerkt met de architecten Margry, Van der Vlugt en Hendriks. Zo was hij betrokken bij de uitvoering van de bouw (gestart in 1917) van het Sint-Luciagesticht, een omvangrijk klooster- en scholencomplex in het hart van Rotterdam (aan de Aert van Nesstraat). F.H. Welschen is een tijdje hoofdopzichter bij de bouw van het instituut geweest.

Later stichtte Welschen een eigen architectenbureau. In 1930 ontwierp hij een blokje van vier herenhuizen aan het Ruys de Beerenbrouckplein te Delft. Zijn architectuur van toen wordt 'nieuw-traditionalistisch' genoemd. Toen al gebruikte hij voor de fundering beton. Welschen werd een van de vroege gebruikers van dit materiaal voor volkswoningen.
 Welschen is vooral bekend geworden door een zelfbedacht type systeembouw dat hij in de oorlogsjaren had voorbereid en dat na de oorlog toepassing vond bij de volkswoningbouw in Rotterdam en elders.

## Het systeem-Welschen
Er was direct na de oorlog een groot tekort aan geschoolde arbeidskrachten, aan bouwmaterialen en transportmogelijkheden. Het systeem-Welschen trachtte alle drie deze moeilijkheden tegelijk te ondervangen. Zeer belangrijke elementen waren de bekisting van het te storten beton en de wapening. Op het werk werd een betonskelet (betonnen kolommen- en balkenstructuur) gestort, en tevens werden per verdieping de voor- en achtergevels, vloer en balken als één geheel gestort. Kleinere samenstellende bouwelementen (bouwstenen, kinderbalkjes en vloerplaten) werden in aparte werkplaatsen op de bouwplaats zelf geprefabriceerd. Doordat gevels, vloeren en skelet geheel van beton waren, werd de arbeidsbesparing in dit systeem met name gevonden op metselaars en timmerlieden. De gevels werden later afgewerkt met gevelplaten. Welschen introduceerde voorts lichte materialen en nieuwigheden zoals niet-dragende holle betonsteen. Daarmee werden de woningscheidende wanden en kopgevels gevuld.

## Realisaties
Voor de Tweede Wereldoorlog verrezen experimentele woningbouwcomplexen aan de Heer Kerstantstraat en aan Grote Markt - Botersloot te Rotterdam; daarna was in 1947 het woningbouwcomplex aan de Talmastraat te Rotterdam (aan de rand van het Oude Noorden, omgeving Bergweg) de aanzet voor in totaal meer dan 5.600 z.g. 'Welschen-woningen' in diverse plaatsen in Nederland. Met dit systeem werd aan de Talmastraat een pilotproject uitgevoerd van meerlaags gestapelde woningen (voorlopers van flatcomplexen). Deze flats werden gebouwd van asbeton en specie. Daarbij werd gebruikgemaakt van het puin dat na het bombardement was blijven liggen. Bij deze methode konden ongeschoolde werkkrachten worden ingezet.

### Overschie
Vervolgens werd in 1949 begonnen met de bouw van ca. 1480 woningen in de huidige Rotterdamse deelgemeente Overschie (aan de Van Adrichemweg langs de Delfshavense Schie). Dit geheel van flatcomplexen met ambtelijke projectaanduidingen 'Welschen 1' tot en met 'Welschen 7', vormde destijds de nieuwe entree aan de westzijde van Rotterdam.
Welschen 2 werd in 2022 door Vanschagen Architecten gerenoveerd.  Ter gelegenheid van het 75-jarig bestaan van het Gemeentelijk woningbedrijf in 1993 gebeurde dat met deelproject Welschen 7 eveneens door Vanschagen Architecten Aan de geschiedenis van dit project en de renovatie werd een uitgebreid fotoboek gewijd. Deze renovatie werd bekroond met de Nationale Renovatieprijs. Bij het project werd ook een 'nationaal monument voor de wederopbouw' onthuld, voorzien van een tweetal grote gevelplaquettes met de tekst Geef mij zand, grind en asch, en ik bouw u huizen, die aan Frans Welschen herinnert.

### Heerlen
De Witte Wijk, onderdeel van Heerlen-Molenberg, is een buurt uit de jaren vijftig naar ontwerp van de stedenbouwer Jos Klijnen en architect Stoks. In de Witte Wijk werden de woningen gebouwd met het systeem van architect Welschen. De woningen zijn eenvoudig van opzet, maar toch met de nodige esthetische accenten. Het meeste kenmerkend zijn de witte gevels.

### Schiedam
Een ander bekend, destijds aandachttrekkend nieuwbouwproject van architect Welschen was het Tuindorp Kethel te Schiedam (1950-51). In Tuindorp-Kethel werden 239 montage-woningen gebouwd waarvan 100 stuks volgens het Welschen-systeem en 139 volgens het van oorsprong Engelse Airey-systeem. Met behoud van dezelfde stijl waarin ze door Frans Welschen ontworpen waren, zijn deze huizen in 2005 gerenoveerd.

### Elders
Projecten die met het systeem-Welschen en/of als Welschen-woningen werden uitgevoerd kwamen ook tot stand in groeiplaatsen als Coevorden (#Tuindorp), Ede, Emmen (Emmermeer, Emmer-Compascuum en Klazienaveen), Gouda, Renkum (Fluitersheuvel), Vlissingen en Zaandam.
- Met de Welschen-serie in de Emmense wijk Emmermeer (Harm Boomstraat, al vrij snel gevolgd door de Van der Scheerstraat en de Lesturgeonstraat) werd in 1948 de rijenwoning in Emmen geïntroduceerd.[21] De 54 Welschen-woningen in de wijk Emmermeer zijn tussen augustus 2014 en het voorjaar van 2015 verbeterd.[22]
- In de jaren zestig werd in Klazienaveen de Molenbuurt aangelegd (364 eengezinswoningen, waarbij in het midden een aantal straten met Welschen-woningen.) De woningnood was toen zo groot dat een aantal van de woningen al kort na de bouw gesplitst werd.
- In Gouda werd tussen 1948 en 1950 een complex van 144 woningen in middelhoogbouw (portiek-etagewoningen van drie woonlagen) opgetrokken in het noordelijke deel van Korte Akkeren.[23][24] Deze woningen zijn inmiddels gesloopt.[25]
- In Vlissingen werden in 1950 270 Welschen-woningen gebouwd naar ontwerp van E.F. Groosman.[26]

Het oeuvre van Welschen is niet (volledig) geïnventariseerd (Nijmegen, Den Bosch, Oudenbosch, Rotterdam-Hillegersberg).

## Familiebetrekkingen
Frans Welschen was een neef van professor Reinier Welschen, hoogleraar thomistische wijsbegeerte, en een oudoom van de politicus-bestuurder Rein Welschen, burgemeester van Eindhoven.